# アン・オブ・クレーヴズ
アン・オブ・クレーヴズ（英語: Anne of Cleves, 1515年9月22日 - 1557年7月16日）は、イングランド王ヘンリー8世の4番目の王妃（1540年結婚、同年離婚）。ドイツ語名はアンナ・フォン・クレーフェ（Anna von Kleve）。

## 生涯
ユーリヒ＝クレーフェ＝ベルク公ヨハン3世の娘として、1515年9月22日に生まれた。ヘンリー8世にプロテスタントの王妃をと希望していたヘンリー8世の家臣トマス・クロムウェルらの意向で王妃の候補に選ばれた。これによりヘンリー8世は1539年春にアンナの肖像画を所望し、宮廷画家のハンス・ホルバインがアンナとその妹アマーリエの肖像画を描いた。
その後、1539年9月24日にウィンザー城で婚姻条約が締結され、その条約に基づきアンナがデュッセルドルフから出発して、大陸ヨーロッパのイングランド領だったカレーに到着した。アンナは12月11日にそこで初代サウサンプトン伯爵ウィリアム・フィッツウィリアムをはじめとする多くのイングランド貴族と会った。風向がよくなかったためしばらく出港を見合わせたが、12月27日に出発してケントのディールに上陸した。そこからドーバー、カンタベリー、シッティングボーンと進み、31日にロチェスターに到着した。
ヘンリー8世は「愛を育むため」と予めクロムウェルに告知した上で1540年1月1日にアンナと会った。2人はその夜から翌日の正午すぎまで一緒に過ごした。表面上では面会が順調に終わったが、ヘンリー8世は翌日にクロムウェルに対し婚約をなんとか解消できないかと打診しており、正当な理由が見つからなかったため結婚に踏み切ったという経緯があった。結婚式は1月6日に挙げられた。クロムウェルは同年4月にエセックス伯爵に叙されたが、6月にはロンドン塔に投獄された。『英国人名事典』の見解では、当時ヘンリー8世が神聖ローマ皇帝カール5世と対立しており、クロムウェルはヘンリー8世とアンの政略結婚でプロテスタント支援を表明し、カール5世の背後に面倒を引き起こすことを狙っていた。しかし、ヘンリー8世がドイツのプロテスタント諸侯との同盟を解消し、カール5世と和解しようとしたため、その障害となるクロムウェルを処刑することにしたという。
アン自身は6月25日に離縁を告知され、最初は驚いて倒れたものの、やがて同意し、「王の妹」（the King's Beloved Sister）という称号と所領（アン・ブーリンの邸宅の一つヒーヴァー城もその中に含まれる）、年金を与えられ、ロンドン市内のベイナーズ城で余生を送った。このほか、イングランドを出ることを禁止された。離婚の理由としては、かつてロレーヌ公フランソワ1世と交わした婚約をきちんと解消していなかったことが選ばれた。
アンの次の王妃キャサリン・ハワードが失脚した後、アンを再び王妃にする動きがあったが、実現しなかった。代わりにヘンリー8世とキャサリン・パーの結婚式に出席し、メアリー1世の戴冠式にも出席した。
ヘンリー8世が学識にあふれ、音楽やダンスを好んだのに対し、（故国の女性教育を反映して）アンはラインラントのドイツ語しか読み書きができず、音楽やダンスの教育も受けていなかった。アンは本国では母から厳しい教育を受けていたが、その内容に音楽は含まれず、代わりに刺繍に長けていた。しかし、イングランドに住むと決めて以降は英語に適応し、さほど不自由もしなかったようである。
ヘンリー8世の6人の王妃の中でアンは最後まで存命していたが、ルター派のプロテスタントだったため、カトリックのミサへの出席を迫るメアリー1世の時代には、のちのエリザベス1世と「宮廷でミサに出席しない」2人組となった。
エリザベス1世の即位前、1557年7月16日に没し、8月3日にウェストミンスター寺院に埋葬された。

## 備考
- 渡辺みどり『英国王室物語』では、6人の王妃の中で最も幸せな生涯を送った人物としている。彼女はヘンリー8世から離縁された後もイングランドの王族として扱われ、金銭的にも不自由せず、この時代の貴族の義務である政略結婚を再び行うことなく、好きなことをして余生を送れた、というのが理由である。他に、ヘンリー8世の王妃の中で一番後まで生きていたという点もこれに加えることができる。
- ダイクストラ好子『王妃の闘い』では、アンは実は美人だったが、最初に会った際の経緯からヘンリー8世が、アンと会うたびに自分が年を取ったことを思い出すので離婚したとしている。
- デイヴィッド・スターキーの "Six Wives" ではクレーフェ公との書簡を元に、キャサリン・ハワードの処刑後、アンがもう一度王妃に戻りたがっていたことが記されている。
- 石井美樹子『エリザベス 華麗なる孤独』の後書きによると、エリザベス1世について執筆中、ケンブリッジ大学図書館で見つけた書類の中に、ヘンリー8世の侍医がアンとの新婚初夜の翌朝「いかがでしたか」と聞くとラテン語で「臭くて眠れなかった」とヘンリーが答えたと書いてあった。

## 関連図書
- Warnicke, Retha M. (23 September 2004). "Anne [Anne of Cleves]". Oxford Dictionary of National Biography (英語) (online ed.). Oxford University Press. doi:10.1093/ref:odnb/558。 (要購読、またはイギリス公立図書館への会員加入。)
- Wood, James, ed. (1907). "Anne of Clèves" . The Nuttall Encyclopædia (英語). London and New York: Frederick Warne.

## 登場作品

### 小説
- フィリッパ・グレゴリー『ブーリン家の姉妹4 悪しき遺産』（2011年）集英社文庫、上下巻
- Barnes, Margaret Campbell (1946). My Lady of Cleves (英語). Philadelphia: Macrae Smith.

### 漫画
- こざき亜衣『セシルの女王』（2021年 – ）小学館

### ミュージカル
- 『SIX』